# Металлический вкус
Металлический вкус — вкусовое ощущение от некоторых химических веществ, которое обычно связывают с наличием таких агентов, как ионы меди, или некоторых других веществ и соединений. Металлический вкус не относится к числу основных вкусов, и часто рассматривается как привкус.

## Механизмы возникновения ощущения
Металлический вкус — явление, связанное с одновременным комплексным действием нескольких веществ на разные хеморецепторы, включая обонятельные.
В данном случае мы имеем дело со специфической характеристикой известного всем ощущения, которая традиционно воспринимается в большинстве культур именно как «металлический вкус». Хроматографические исследования показали, что по крайней мере часть веществ, которые стимулируют это своеобразное ощущение «аромата металла» во рту и глотке, идентифицируется как транс-4,5-эпоксидеценаль, (Z)-1,5-октадиен-3-он, 1-октен-3-он (Guth and Grosch, 1990). Сульфат железа FeSO4, другие соли металлов-катализаторов могут катализировать быстрое окисление ряда липидов в полости рта, с образованием этих и других близких по структуре веществ. 
Исследование аналогий в действии электрических стимулов и ионов железа показало, что в некоторых случаях они воспринимаются почти одинаково, как металлический, иногда вяжущий и горьковатый вкус. 

## Типичные стимулы «металлического вкуса»
- Металлический вкус во рту наблюдается при отравлении мышьяком, солями меди, железа, ртути (сулема), свинца (свинцовый сахар), ванадия, кадмия или цинка. Ионы меди органолептически ощущаются в водных растворах при концентрации 1...10 мг/л, в зависимости от индивидуальной чувствительности.
- Нередко это ощущение вызывается при приёме лекарственных препаратов, например метронидазола, амоксициллина, тетрациклина, лансопразола, ферамида, инъекций гистамина.
- Металлический вкус во рту наблюдается при значительном облучении организма ионизирующим излучением.
- Металлический вкус во рту наблюдается при некоторых заболеваниях[2].
- В некоторых случаях зубные протезы, изготовленные из металла, могут создавать гальваническую пару (т.н. электрогальванизм при некачественной работе стоматолога — применение разнородных металлов; или же при контакте коронок и протезов с металлическими предметами).
- Вкус крови во рту также нередко называют «металлическим», возможно, это связано с участием в процессе ионов железа, высвободившихся из гемоглобина.
- Сероводород также может быть причиной появления металлического привкуса во рту[3].
- Минеральные воды, содержащие железо, имеют отчётливый металлический вкус.
- Пероксид водорода.
- Сахарин.

## Применение
- В органолептическом тестировании питьевой воды металлический вкус рассматривается как маркер высокого загрязнения медью (Калифорния).